# Carl Adolf Passow
Carl Adolf Passow, auch Karl Adolf Passow (* 12. August 1859 in Magdeburg; † 7. Januar 1926 in Utrecht) war ein deutscher Mediziner, Otologe (Hals-Nasen-Ohrenarzt), Leiter der Ohrenklinik der Charité und Hochschullehrer.

## Jugendzeit und die Pépinière in Berlin
Passow wurde als Sohn von Arnold Thomas Gottfried Passow (1829–1870) und Thibeta Athene Ulrichs (1839–1913), eine Tochter von Heinrich Ulrichs, geboren. Sein Vater war zunächst Gymnasiallehrer und wurde im Jahr 1858 an das Pädagogium nach Magdeburg versetzt. Dort wurde Carl-Adolf geboren, seine beiden Geschwister, Gertrud Christine „Irene“ (1863–1941) (die Rudolf Eucken heiratete) und Heinrich „Hermann“ hingegen in Halberstadt.
Er besuchte in Bremen das Gymnasium und absolvierte im Jahr 1879 auch sein Abitur in Hansestadt. Hiernach trat er in die Medicinisch-chirurgisches Friedrich-Wilhelm-Institut, auch Pépinière genannt, in Berlin ein und studierte vom 22. Oktober 1879 bis zum 30. September 1883. Er wurde im Jahr 1883 mit dem Thema Über das quantitative Verhalten der Solitär-Follikel und Peyerschen Haufen des Dünndarms promoviert. Während seines aktiven Dienstes erhielt ein vierjähriges Kommando an die III. Medizinische Klinik und die Laryngologische- und Ohrenklinik der Charité in den Jahren 1892 bis 1896. Im Jahr 1887 hatte Passow als Gehülfsarzt in der Irren-, Heil- und Pflegeanstalt Friedrichsberg in Hamburg-Friedrichsberg gearbeitet. Passow war in den Jahren 1892 bis 1894 neben seiner Tätigkeit als Stabsarzt zugleich als ärztlicher Beirat des Reichskommissars für die Gesundheitspflege im Rheingebiet tätig und schied im Mai 1896 als Stabsarzt aus dem aktiven Dienst aus. Passow beendete seine ärztliche Ausbildung im Jahr 1885 mit dem Staatsexamen.
Hiernach heiratete Passow am Montag den 20. September 1886 in Meiningen Freiin Maria von Roepert (* 3. Oktober 1862–27. November 1930), eine Tochter des Georg Freiherr von Roepert (* 1806). Das Paar hatte einen Sohn den Ernst Arnold Passow (1888–1966). Er war Hochschullehrer und Augenarzt an der Universität in Würzburg.
Es folgte die übliche Laufbahn eines Militärarztes. Im Jahr 1892 wurde er an die Charité abkommandiert.
Dort hatte er Gelegenheit, sich an der Klinik für Kehlkopfkrankheiten unter Bernhard Fränkel und an der Ohrenklinik unter Moritz Ferdinand Trautmann fortzubilden und zu habilitieren. Er reichte im Jahr 1895 seine Habilitationsschrift mit dem Thema Eine neue Transplantations-Methode für die Radikaloperation bei chronischen Eiterungen des Mittelohres (1895) ein.
Am 16. April 1896 wurde sein Sohn Kurt Adolf Ulrich Passow in Berlin-Charlottenburg geboren.

## Die Heidelberger Zeit
Passow erhielt im Jahr 1896 einen Ruf an die Ruprecht-Karls-Universität Heidelberg auf das Extraordinariat für Ohrenheilkunde. Die Ohrenklinik in Heidelberg verfügte über vierzehn Betten. Unter Passow plante man den Bau einer neuen Ohrenklinik und Taubstummenanstalt. Obgleich man zu Passows Zeiten mit dem Neubau begann, wurde dieser erst im Jahr 1902 fertiggestellt. Mit der Neuerrichtung der Klinik aber konnte er Erfahrungen sammeln und erstmals sein Organisationstalent unter Beweis stellen. Er initiierte im Jahr 1902 Taubstummenkurse in der Plöck 61.
Sein Mitarbeiter Julius Hegener (1870–1953) habilitierte sich im Jahr 1901 in Heidelberg, war dann bis 1911 Mitarbeiter von Werner Kümmel (1866–1930) und wurde später im Jahr 1919 Professor und Chefarzt der HNO-Abteilung am St. Georg-Krankenhaus in Hamburg.
Einer seiner wichtigen Schüler war Wilhelm Lange. Er verlegte ebenfalls seinen Lebensmittelpunkt im Jahr 1902 nach Berlin um unter Passow an der Ohrenklinik an der Charité zu wirken.
Im Jahr 1902 folgte Passow einem Ruf an die Charité in Berlin und gleichzeitig eine Anerkennung seiner Leistungen als Geheimer Medizinalrat. Sein Nachfolger in Heidelberg war der Otologe Werner Kümmel aus der Ohrenklinik in Breslau.

## Wirken in Berlin
Im November 1902 wurde Karl Adolf Passow zum Nachfolger von Moritz Ferdinand Trautmann als ordentlicher Professor der Kaiser-Wilhelm-Akademie berufen und so kehrte er an die Charité zurück.
Im Jahr 1906 ernannte man ihn auch zum Nachfolger von August Lucae an der Universitäts-Ohrenklinik in der Ziegelstraße. Mit dieser Personalunion bot sich die Möglichkeit, die Universitäts-Ohrenklinik und die Ohrenklinik in der Charité zusammenzuführen. Die Lucaesche Universitäts-Ohrenklinik in der Ziegelstraße galt unter den Patienten für vornehmer als die 1901 eröffnete Ohrenklinik an der Charité, die aus dem ehemaligen Armenkrankenhaus hervorgegangen war.
Im Jahr 1907 wurde er auch Direktor der Universitäts-Ohrenklinik und war der erste Ordinarius für Ohrenheilkunde im Deutschen Reich.

### Rückblick
Zu Ende des 19. Jahrhunderts gab es an der Berliner Universität für die damals noch getrennten Fächer der Otologie zum einen und der Rhino-Laryngologie zum anderen zunächst drei für die Hals-Nasen-Ohren-Medizin wichtige Klinikbetriebe: Durch die Initiative von Rudolf Virchow errichtete man im Norden Berlins (Bezirk Wedding) in den Jahren zwischen 1898 und 1906 ein viertes Städtisches Krankenhaus. Im Jahr 1907 übernahm als dirigierender Arzt Arthur Hartmann die neugegründete HNO-Abteilung des Rudolf-Virchow-Krankenhauses.
Die medizinische Fakultät der Humboldt-Universität zu Berlin verschmolz nach ihrer Gründung im Jahr 1809 weitestgehend mit der Charité. Die örtliche Nähe im Stadtgebiet von Berlin zwischen der medizinischen Fakultät der Humboldt-Universität in der Ziegelstraße und der der Charité in der Luisenstraße begünstigten diese Entwicklung.
Die im Jahr 1871 gegründete Fachklinik für Otologie war in ihrer Art die älteste im Stadtgebiet von Berlin. Diese Ohrenklinik war von August Lucae gegründet und geleitet worden. Im Jahr 1874 wurde diese ursprünglich private Klinik zur Universitäts-Ohrenklinik. 1881 zog sie in die Ziegelstraße 5-9 um, nunmehr als „Klinikum Ziegelstraße“ bekannt. Wegen der räumlichen Enge verlagerte man im Jahr 1881 die Universitäts-Poliklinik und die Ohren-Poliklinik in einen Neubau des Universitätsklinikums in die Ziegelstraße 5-9. Dabei fanden die Ohren-Poliklinik und die Klinik im Erdgeschoss des westlichen Seitenflügels ihren Platz. Diese neu geschaffene stationäre Ohrenabteilung war die erste ihrer Art in Deutschland und verfügte über 20 Betten.
Im Jahr 1876 war eine weitere private Ohrenklinik gegründet worden, welche unter der Leitung von Moritz Ferdinand Trautmann stand. Sie war ab dem Jahr 1893 Teil des „Klinikums Charité“.
Im November 1902 sollte dann Passow zum Nachfolger von Moritz Ferdinand Trautmann als ordentlicher Professor der Kaiser-Wilhelm-Akademie berufen werden und im Jahr 1906 übernahm er noch zusätzlich die Nachfolge von August Lucae der Universitätsohrenklinik in der Ziegelstraße 5–9. Durch diese ab 1906 geschaffene Personalunion, vereint in Passow bot sich die Möglichkeit, die Universitäts-Ohrenklinik und die Ohrenklinik in der Charité zusammenzuführen.
Im Jahr 1893 werden der Sanitätsrat Bernhard Fränkel und der Generalarzt a. D. Moritz Ferdinand Trautmann vom Preußisches Ministerium der geistlichen, Unterrichts- und Medizinalangelegenheiten den Julius Robert Bosse per Erlass zu dirigierenden unbesoldeten Ärzten ernannt. Ihnen wurde damit auch die Erlaubnis erteilt, die Abteilungen zu theoretischen und praktischen Kursen und zur Abhaltung von klinischem Unterricht für die künftigen Ärzte zu nutzen. Noch im Januar 1894 wurde dann beiden Professoren der Lehrauftrag erteilt.
Im Jahr 1897 wurde unter dem Ministerialdirektor Friedrich Althoff im Preußisches Ministerium der geistlichen, Unterrichts- und Medizinalangelegenheiten ein Um- bzw. Ausbau der Charité für 11 Kliniken mit insgesamt 1247 Betten bewilligt.
Nachdem im Jahr 1901 die ersten Gebäude fertiggestellt worden waren, hierzu zählten neben einem Verwaltungsgebäude, eine Kapelle auch das Gebäude in der Luisenstraße 13 a. Hier sollte die zukünftige Hals-Nasenklinik (auch Fränkelsche Halsklinik) sowie die Ohrenklinik (auch Trautmannsche Ohrenklinik) untergebracht werden.
Am Samstag den 4. Mai 1901 wurde dieses neue Gebäude eröffnet. Die Klinik zählte zu den damals nach modernsten medizinischen und bautechnischen Gesichtspunkten konzipierte Anlage. So befanden sich etwa die Patientenzimmer auf der Südseite und die Operationssäle, aus beleuchtungstechnischen Gründen, an der Westseite des Gebäudes. Im Parterre war eine von der Hals-Nasen- sowie der Ohrenklinik gemeinsam genutzte Poliklinik untergebracht. Beide Disziplinen benutzen aber getrennte Eingänge. Von der Luisenstraße aus erreichte man die Poliklinik, die Kliniken aber konnte man vom Charité-Gelände aus betreten. Darüber hinaus gab es noch einen kleinen Hörsaal.
Die Universitätspoliklinik für Hals- und Nasenkranke, die sich zuvor in der Luisenstr. 59 befand, wurde nunmehr geschlossen.
Die Fränkelsche Halsklinik besaß insgesamt neunzehn Betten und lag in der ersten Etage in der Luisenstraße 13 a und war damit die überhaupt erste Halsklinik im Deutschen Reich.
Die Trautmannsche Ohrenklinik mit siebzehn anstelle von zuvor zweiunddreißig Betten im Gebäude der Alten Charité, Schumannstraße 20/21 wurde im zweiten Stock der Luisenstraße 13 a untergebracht. Die Zahl der Mitarbeiter beider Kliniken betrug zwölf Personen.
Aufgrund der steigenden Patientenzahlen kam es bald zu Kapazitätsproblemen und nach einigen Zwischenlösungen wurde eine Erweiterung der Universitäts-Ohrenklinik angestrebt, ein Ausbau in der Ziegelstraße 5–9 war aber nicht möglich. Passow, der auch behandelnder Ohrenarzt des deutschen Kaisers Wilhelm II. war, konnte dank seiner Verbindungen in die preußische Administration aber auch wegen seiner Durchsetzungsfähigkeit gegenüber dem Preußischen Finanzministerium eine Erweiterung des bestehenden Gebäudes in der Luisenstraße durch einen großzügigen Neubau der Ohrenklinik erreichen, der dann aber erst im Jahr 1912 fertiggestellt werden sollte. Hierfür wurden verschiedene Gebäude in der Luisenstraße 12/13 abgerissen.
Mit dem im August 1912 fertiggestellten Erweiterungsbau erhöhte sich die Bettenzahl der Ohrenklinik auf fünfzig Betten. Der Neubau bestand aus einem Sockelgeschoss, einem Erdgeschoss und zwei Etagen sowie einem ausgebauten Dachgeschoss. Man achtete darauf, dass zwischen Altbau und Erweiterungsbau keine allzu großen architektonischen Unterschiede bestanden und man verband das alte Gebäude mit dem Erweiterungsbau der Ohrenklinik durch einen schmalen Gang miteinander, der unter den Mitarbeitern scherzhaft mit „Eustachische Röhre“ bezeichnet wurde.
Zwischen den beiden Klinikdirektoren dem Sanitätsrat Bernhard Fränkel und dem Geheimen Medizinalrat Carl Adolf Passow bestanden erhebliche Rivalitäten. Auch als im Jahr 1911 Gustav Killian den Lehrstuhl von Bernhard Fränkel übernahm, kam es zu keiner weiteren Annäherung der Kliniken und ihrer Direktoren. Zahlreiche Anekdoten belegen die damaligen Zwistigkeiten. Im Jahr 1906 ernannte man ihn auch zum Nachfolger Lucaes an der Universitätsohrenklinik in der Ziegelstraße. Dies führte letztlich so weit, dass Passow 1912 in einem Schreiben an die Königliche Charité-Direktion sich über die nur unvollständige Trennung der Kliniken beschwerte und sich aber andererseits dienstliche Besuche von Mitarbeitern der Hals-Nasenklinik in den Räumen der Ohrenklinik verbat. Dennoch war Passow stets ein Befürworter einer fachlichen Verbindung beider Disziplinen so meinte er im Jahr 1908 in einem von ihm gehaltenen Vortrag „Otologie und Laryngologie – Vereinigung oder Trennung“:

„In Breslau, Erlangen, Kiel, Marburg, Leipzig und Rostock bestehen seit Jahr und Tag Oto-laryngologische Institute, deren Leiter akademische Lehrer für Laryngologie und Otologie sind. Beide Fächer sind dabei zu ihrem vollen Recht gekommen. [...] Immer aber gehören Otologie und Laryngologie zusammen. Wie von dem Zustand der oberen Luftwege der Zustand des Gehörorgans beeinflußt wird, so ist die Sprache abhängig von Gehör. Das Ohr wird krank, wenn die oberen Luftwege krank sind. Die Sprache versagt, wenn das Gehör versagt. Das ist denn doch eine andere Wechselwirkung als die zwischen Auge und Ohr. (Passow, 1909)“

### Während und nach dem Ersten Weltkrieg
Am 20. Juni 1916 übernahm Jacques Joseph eine Abteilung für plastische Gesichtschirurgie an der von Passow geleiteten Ohren- und Nasenklinik der Charité. Ziel war die Versorgung der durch den Ersten Weltkrieg in großer Zahl anfallenden Kriegsverletzten mit meist verheerenden Verletzungen ihres Gesichts.

### Die Zusammenarbeit mit dem Physiologen Karl Ludolf Schaefer
Karl Ludolf Schaefer (1866–1931) verlegte seinen Lebensmittelpunkt im Jahr 1898 nach Berlin und arbeitete im Physiologischen Institut in Berlin, wo er sich im Jahr 1900 für das Fachgebiet Physiologie habilitierte, ab 1901 war er Titular Professor. Im Jahr 1905 trat er mit Carl Adolf Passow in Kontakt. Schaefer wurde 1907 Leiter des Akustisch-physiologische Laboratorium der Ohrenklinik. Schaefer hielt außer an der Universität auch Vorlesungen für Taubstummenlehrer, am Heilpädagogischen Seminar und an der Hochschule für Musik. Seine jahrzehntelange unermüdliche Tätigkeit war dem Studium der physiologisch-akustischen und psychophysiologischen Probleme gewidmet. Bekannt wurde seine Modifikation des Struyckenschen Monochords und der Galtonpfeife.
Die Deutsche Gesellschaft der Hals-Nasen-Ohrenärzte ging 1921 aus dem Verein Deutscher Laryngologen und der Deutschen Otologischen Gesellschaft hervor. In der 1921 gegründeten Gesellschaft der HNO-Ärzte übernahm Passow den Vorsitz zusammen mit dem Physiologen Karl-Ludolf Schaefer. Beide hatten schon im Jahr 1908 die „Beiträge zur Anatomie, Physiologie, Pathologie und Therapie des Ohres, der Nase und des Halses“ begründet, seit 1926 auch als „Passow-Schaefer-Beiträge“ bezeichnet.

## Die letzten Jahre
Passow verstarb auf einer Reise zu Wilhelm II. nach Doorn, der dort im Haus Doorn lebte. Als der abgedankte Kaiser Wilhelm II. nach dem verlorenen Ersten Weltkrieg im Jahr 1918 ins holländische Exil ging, sollte ein vorhandenes oder vermeintliches Ohrenleiden eine drohende Auslieferung von Wilhelm II. an die Entente-Mächte verhindern. Der ehemalige deutsche Kaiser sollte wegen der „Ohrerkrankung“ in ein holländisches Sanatorium gebracht werden, um sich so einen möglichen Zugriff entziehen zu können. Wilhelm trug für längere Zeit einen Kopfverband und hütete das Bett. Man attestierte ihm eine „schwere Ohrenerkrankung“. Passow selbst besuchte Wilhelm II. auch nach 1918 regelmäßig, was in der Weimarer Republik Missbilligung hervorrief. Er starb im Januar 1926, als er sich auf einer Konsultationsreise in Holland befand an den Folgen eines Ileus.

## Werke (Auswahl)
- Über das quantitative Verhalten der Solitär-Follikel und Peyerschen Haufen des Dünndarms. 1883.
- Eine neue Transplantations-Methode für die Radikaloperation bei chronischen Eiterungen des Mittelohres. 1895.
- Die Verletzungen des Gehörorganes. 1905.
- Trommelfellbilder: ein Atlas für den praktischen Gebrauch. 1912.
- mit Hans Claus: Anleitung zu den Operationen am Gehörorgan, an den Tonsillen und an der Nase. 1920.
- Gelöste und ungelöste Aufgaben der Ohrenheilkunde: Festrede gehalten am Stiftungstage der Kaiser Wilhelms-Akademie für das Militärärztliche Bildungswesen, 2. Dezember 1911. Hirschwald 1912.